# لوس غاتوس (كاليفورنيا)
لوس غاتوس (بالإنجليزية: Los Gatos)‏ هي إحدى مدن مقاطعة سانتا كلارا، كاليفورنيا. تم إعطاءها لقب مدينة في 10 أغسطس، 1887.

## المناخ
يظهر الجدول التالي التغييرات المناخية على مدار السنة للوس غاتوس:
| البيانات المناخية لـلوس غاتوس     | البيانات المناخية لـلوس غاتوس | البيانات المناخية لـلوس غاتوس | البيانات المناخية لـلوس غاتوس | البيانات المناخية لـلوس غاتوس | البيانات المناخية لـلوس غاتوس | البيانات المناخية لـلوس غاتوس | البيانات المناخية لـلوس غاتوس | البيانات المناخية لـلوس غاتوس | البيانات المناخية لـلوس غاتوس | البيانات المناخية لـلوس غاتوس | البيانات المناخية لـلوس غاتوس | البيانات المناخية لـلوس غاتوس | البيانات المناخية لـلوس غاتوس |
| الشهر                             | يناير                         | فبراير                        | مارس                          | أبريل                         | مايو                          | يونيو                         | يوليو                         | أغسطس                         | سبتمبر                        | أكتوبر                        | نوفمبر                        | ديسمبر                        | المعدل السنوي                 |
| --------------------------------- | ----------------------------- | ----------------------------- | ----------------------------- | ----------------------------- | ----------------------------- | ----------------------------- | ----------------------------- | ----------------------------- | ----------------------------- | ----------------------------- | ----------------------------- | ----------------------------- | ----------------------------- |
| الدرجة القصوى °ف (°م)             | 79 (26)                       | 80 (27)                       | 88 (31)                       | 96 (36)                       | 101 (38)                      | 114 (46)                      | 113 (45)                      | 107 (42)                      | 109 (43)                      | 103 (39)                      | 87 (31)                       | 83 (28)                       | 114 (46)                      |
| متوسط درجة الحرارة الكبرى °ف (°م) | 60 (16)                       | 62 (17)                       | 66 (19)                       | 71 (22)                       | 76 (24)                       | 82 (28)                       | 85 (29)                       | 85 (29)                       | 83 (28)                       | 76 (24)                       | 65 (18)                       | 61 (16)                       | 75 (24)                       |
| متوسط درجة الحرارة الصغرى °ف (°م) | 39 (4)                        | 41 (5)                        | 43 (6)                        | 44 (7)                        | 48 (9)                        | 52 (11)                       | 55 (13)                       | 55 (13)                       | 53 (12)                       | 49 (9)                        | 42 (6)                        | 39 (4)                        | 50 (10)                       |
| أدنى درجة حرارة °ف (°م)           | 18 (−8)                       | 21 (−6)                       | 27 (−3)                       | 30 (−1)                       | 34 (1)                        | 37 (3)                        | 37 (3)                        | 39 (4)                        | 38 (3)                        | 31 (−1)                       | 28 (−2)                       | 16 (−9)                       | 16 (−9)                       |
| الهطول إنش (مم)                   | 5.1 (130)                     | 4.7 (120)                     | 3.9 (99)                      | 1.2 (30)                      | 0.5 (13)                      | 0.1 (2.5)                     | 0.1 (2.5)                     | 0.1 (2.5)                     | 0.2 (5.1)                     | 1.0 (25)                      | 2.5 (64)                      | 3.2 (81)                      | 22.6 (570)                    |
| [بحاجة لمصدر]                     |                               |                               |                               |                               |                               |                               |                               |                               |                               |                               |                               |                               |                               |

## توأمة
للوس غاتوس (كاليفورنيا) اتفاقيات توأمة مع:
- تالين

## أعلام
- ساندي هيل
- تشارلز أرسكين سكوت وود
- نيك كونينغهام
- ترينت إدواردز
- ستيفاني كوكس
- مايك بينبيرثي
- إرنست بي. برايس
- تومي جوستين
- بيل إنغرام
- مورتون هارفي